# Coelioxys scutellotuberculata
Coelioxys scutellotuberculata är en biart som beskrevs av Pasteels 1968. Coelioxys scutellotuberculata ingår i släktet kägelbin, och familjen buksamlarbin. Inga underarter finns listade i Catalogue of Life.